# Krnica
Krnica (francosko Cirque, iz latinščine circus) je amfiteatru podobna dolina, ki jo je ustvarila ledeniška erozija. Podobne oblike krnica lahko nastane tudi zaradi rečne erozije.
Konkavna oblika ledeniške krnice je odprta na spodnjem koncu, medtem ko je zgornja skodela na splošno strma. Klifom podobna pobočja, ki se ob dnu združujejo z ledom in ledeniškim drobirjem, tvorijo tri ali več višjih strani. Dno krnice postane skledaste oblike, ker je to zapleteno konvergenčno območje, kjer se združujejo ledeni tokovi iz več smeri in skale ki jih prenašajo, zato dno krnice doživlja večje erozijske sile in je najpogosteje poglobljeno pod nivo izteka iz in njene doline pod krnico. Če v krnici poteka sezonsko taljenje zaradi letnih časov, se na dnu za jezom najpogosteje ustvari gorsko jezero, ki označuje spodnji rob ledeniškega prekomernega poglabljanja; sam jez je lahko sestavljen iz morene, ledeniškega drobirja ali roba spodnje trdne skale. Primer krnice v Sloveniji je Okrešelj.
Rečna krnica ali makhteš, ki jo najdemo v kraških pokrajinah, nastaja z občasnim pretokom rečnega toka, ki reže skozi sloje apnenca in krede, ki pušča gole stene. Skupna značilnost za vse krnice rečne erozije je teren, ki vsebuje erozijsko odporne zgornje strukture, ki prekrivajo materiale, ki jih je lažje erodirati.

## Oblikovanje

### Ledeniško-erozijsko oblikovanje krnice
Ledeniške krnice najdemo v gorskih območjih po vsem svetu; klasične krnice so navadno en kilometer dolge in en kilometer široke. So visoko na gori v bližini črte ledeniškega srenca, po navadi obdane s strmimi pečinami na treh straneh. Najvišja pečina se pogosto imenuje glavna stena. Četrto stran tvori ustna ali prag , stran, kjer je ledenik odtekal iz krnice. Mnoge ledeniške krnice vsebujejo gorsko jezero, ki je nastalo zaradi zajezitve z drobirjem, bodisi praga iz trne skale. Ko se nakopiči dovolj snega, lahko izteče iz kotanje in oblikuje dolinske ledenike, ki so lahko dolgi več kilometrov.
Krnice so, kjer so ugodne razmere; na severni polobli so pogoji severovzhodne strmine, kjer so zaščitene pred večino sončne energije in prevladujočimi vetrovi. Ta območja spodbujajo kopičenje snega, ki če ga je dovolj, se sneg pretvori v ledeniški led. Sledi proces nivacije, pri čemer se kotlina na brežini lahko poveča z odvajanjem ledu in vremensko in ledeniško erozijo. Sesedanje in premikanje ledu poškoduje navpično steno kamnine in povzroči, da ta razpade, kar lahko povzroči plaz, ki se poveže z rastočim ledenikom. Sčasoma lahko ta kotlina postane dovolj velika, da se ledeniška erozija poglablja. Povečanje do končne konkavnosti ustvarja večje območje odlaganja taline, ki pospešuje proces poledenitve. Drobir v ledu lahko tudi obrabi (ledeniška abrazija) površino podlage. 
Sčasoma lahko kotanja postane velika skleda na pobočju gore, pri čemer se glavna stena kruši z ločevanjem ledu in jo tudi erodira z drgnjenjem. Kotlina postaja vse globlja. Če se premikanje ledu, kleščenje in drgnjenje nadaljuje, se dimenzije krnice povečujejo, vendar delež kopnega ostala približno enak. Oblikuje se ledeniška razpoka, ko se zaradi gibanja ledenik premakne iz mirujočega stanja. Metoda erozije glavne stene, ki leži med površino ledenika in tlemi krnice, je bila pripisana mehanizmom zamrzovanja in odmrzovanja. Temperatura v ledeniški razpoki se zelo malo spreminja, vendar pa so študije pokazale, da se ledeniška segregacija lahko zgodi le z majhnimi spremembami temperature. Voda, ki se pretaka v ledeniški razpoki, se lahko ohladi do temperature zmrzovanja z okoliškim ledom, ki omogoča, da se pojavijo mehanizmi za zamrznitev in odmrzovanje.
Če dve sosednji krnici erodirata druga proti drugi, tvorita arête ali strmi gorski greben. Ko se tri ali več krnic združi, se ustvari piramidalni ali topografski vrh. V nekaterih primerih bo ta vrh narejen z enim ali več aretov. Primer takega vrha je Matterhorn v evropskih Alpah.
Kjer se krnice oblikujejo ena za drugo, so rezultat stopničaste krnice kot je primer Zastler Loch v Schwarzwaldu.
Ker ledeniki lahko izvirajo le iz snega, študija lokacije današnjih krnic zagotavlja informacije o preteklih vzorcih poledenitve in podnebnih spremembah.

### Rečna erozija
Čeprav je manj pogosta uporaba, se izraz krnica uporablja tudi za amfiteatrske oblike, značilne za rečno erozijo. Na primer, približno 200 kvadratnih kilometrov antiklinalna erozijska krnica je na južni meji negevskega visokogorja 30°35′N 34°45′E / 30.583°N 34.750°E. Ta erozijska krnica ali makhteš je nastala z občasnim pretokom reke Makhteš Ramon skozi plasti apnenca in krede, kar je povzročilo nastanek krnice s stenami visokimi 200 metrov. Krnica Bout du Monde je še ena taka značilnost, ustvarjena na kraškem terenu v regiji Burgundija v departmaju Côte-d'Or v Franciji.
Drugo vrsto rečne erozije, ki oblikuje krnico, najdemo na otoku Reunion Réunion, ki vključuje najvišjo vulkansko strukturo v Indijskem oceanu. Otok je sestavljen iz aktivnega ščita-vulkana Piton de la Fournaise in izumrlega, globoko erodiranega vulkana Piton des Neiges. Tri krnice so v zaporedju erodirale fragmentirane kamnine in vulkansko brečo, povezano z blazinastimi lavami, ki jih prekriva več koherentnih, trdnih lav.
Skupna značilnost za vse rečne krnice je teren, ki vključuje erozijsko odporne zgornje strukture, ki prekrivajo materiale, ki jih je lažje erodirati.